# روبين بوليدو
روبين بوليدو (بالإسبانية: Rubén Pulido)‏ (مواليد 2 فبراير 1979 في مدريد - إسبانيا) لاعب كرة قدم إسباني يلعب حاليا لصالح نادي الدرجة الأولى ريال سرقسطة الإسباني منذ 2008 في مركز المهاجم .

## روابط خارجية
- روبين بوليدو على موقع قاعدة بيانات كرة القدم.إي يو (الإنجليزية)
- روبين بوليدو على موقع Soccerway.com (الإنجليزية)
- روبين بوليدو على موقع عالم كرة القدم.نت (الإنجليزية)